# HammerFall
HammerFall este o formație power metal din Göteborg, Suedia. Trupa a fost fondată în 1993 de ex-chitaristul de la Ceremonial Oath, Oscar Dronjak.

## Membrii formației

### Membri actuali
| Nume             | Ani activi              | Instrumente                 | Contribuții la lansări                                                 |
| ---------------- | ----------------------- | --------------------------- | ---------------------------------------------------------------------- |
| Joacim Cans      | 1996–prezent            | Vocal                       | Toate lansările HammerFall                                             |
| Oscar Dronjak    | 1993–prezent            | chitară ritmică, back vocal | Toate lansările HammerFall                                             |
| Pontus Norgren   | 2008–prezent            | chitară, back vocal         | No Sacrifice, No Victory (2009), Infected (2011)                       |
| Fredrik Larsson  | 1994–1997, 2007–prezent | chitară bas, back vocal     | Glory to the Brave (1997), apoi de la Steel Meets Steel (2007) încoace |
| Anders Johansson | 1999–prezent            | baterie                     | de la Renegade (2000) încoace                                          |

### Foști membri
| Nume             | Ani activi | Instrumente | Contribuții                                                                |
| ---------------- | ---------- | ----------- | -------------------------------------------------------------------------- |
| Stefan Elmgren   | 1997–2008  | chitară     | de la Glory to the Brave (single din 1997) până la Masterpieces (2008)     |
| Magnus Rosén     | 1997–2007  | chitară bas | From Glory to the Brave (1997 single) to Threshold (2006)                  |
| Patrik Räfling   | 1997–1999  | baterie     | de la Glory to the Brave (1997) până la I Want Out (single din 1999)       |
| Jesper Strömblad | 1993–1997  | baterie     | Song writing on the three first albums and No Sacrifice, No Victory (2009) |
| Glenn Ljungström | 1995–1997  | chitară     | Glory to the Brave (1997)                                                  |
| Mikael Stanne    | 1993–1996  | vocal       | None                                                                       |
| Niklas Sundin    | 1993–1995  | chitară     | None                                                                       |
| Johan Larsson    | 1993–1994  | chitară bas | None                                                                       |

### Membri de turnee
- Pontus Egberg (The Poodles) - chitară bas (Wacken 2012) [2][3]

## Discografie
Albume de studio
- Glory to the Brave (1997)
- Legacy of Kings (1998)
- Renegade (2000)
- Crimson Thunder (2002)
- Chapter V: Unbent, Unbowed, Unbroken (2005)
- Threshold (2006)
- No Sacrifice, No Victory (2009)
- Infected (2011)